# Vandenyje
A Vandenyje a Foje nevű litván együttes negyedik stúdióalbuma, amely 1993-ban jelent meg.

## Dalok
Minden dalt Andrius Mamontovas írt.
1. Pėdos ant drėgno akmens
2. Pasiimk mane
3. Ir aš dar gyvensiu
4. Ketvirtoji daina
5. Bet
6. Atsimenu tai
7. Vandenyje
8. Nieko panašaus
9. Arbata
10. Mėlyni plaukai
11. Nakties balsai

## Közreműködött
- Darius Burokas – basszusgitár, billentyűs hangszerek
- Algimantas Kriščiūnas – dob, ütőhangszerek
- Arnoldas Lukošius – billentyűs hangszerek
- Andrius Mamontovas – akusztikus és elektromos gitár, ének

Valamint
- DJ Tomas – ének (11)
- Raimondas Trilikauskis  – hangmérnök